# エッセイフィルム
エッセイフィルム（ドイツ語: Der Essayfilm。1940年当時スイスに亡命していたドイツ人の前衛芸術家・映画監督のハンス・リヒターが、初めにDer Filmessayという字を使用したことに起因し生じた言葉。フランス語: essai 「試み」の意。）は、映画監督が主観的なアプローチを強調して、物語のパターンの制約から抜け出す、長編映画とドキュメンタリー映画の中間の実験的な映画形式である。そのためエッセイフィルムは、映画製作の慣習に反する芸術的自由を求めて、芸術的な関心と多角的な視点を分散させた公開作品と見なされている。多くの場合、自由な思考の反映はナレーターによって示される。エッセイフィルムの特徴は、空間と時間の一貫性、因果性、連続性の原理と、イメージ・メタファーの形成との断絶である。

## 特徴
モンタージュにおいて、エッセイフィルムはしばしば「外側の動作の断片的な考え、印象、記憶への分解、意図的で操作的なイメージの連想」によって著者の連想を描写する。
エッセイフィルムの不規則なリズムは、文字、日記 、経験の語り、内的モノローグ 、意識の流れなどの視覚的表現を支えるナレーターの説明的な声にしばしば捉えられ、その結果、音声レベルは画像レベルでの意味に一致する。用いられるイメージは、多くの場合、既存のフィクションまたはアーカイブフィルムのシーンである。 映画そのものによって、現実的な性格が皮肉にも浮き上がったり疎外されたりすることがある。例えば「サン・ソレイユ(1983)」では、監督のクリス・マルケルが自己発見の過程で現実、永続、忘却の概念を検証している。 この人間の記憶の本質についての瞑想的な映画は、監督と同一の架空の人物のエピソードに対する自己批判的な解説を通し「過去と現在の間の奇妙な中断」で行われる。また、クリス・マルケルの作品と並行して、ハルーン・ファロッキの「世界のイメージと戦争の刻印（1988）」は、フランス的なものとドイツ的なものの代表として挙げられる作品である。

## 歴史
映画の黎明期には、リュミエール兄弟のプレドキュメンタリー的スタイル において、すでにエッセイフィルムの特徴を確認することができる。主観的な物語と内的投影の衝動は、ヴァルター・ルットマンのBerlin – Die Sinfonie der Großstadt (1927)といった実験映画の中にもみられる。「街の内なる生活、街に住む人々の病状、そして彼らの欲望」を描いたこの映画は、ドイツの映画前衛主義者 ハンス・リヒターが後にDer Essayfilmで指摘した「目に見えないアイデア、そしてアイデアを目に見えるようにする」という要件をすでに満たしている。 
1960年代、 アレクサンダー・クルーゲとエドガー・ライツにより、エッセイ映画は再び日の目を見ることになる。 クルーゲの「昨日からの別れ / Abschied von gestern (1966)」では、 連想的モンタージュを混合したドキュメンタリーが、語り手である「監督」の下で提示され、後に「感情の力 Die Macht der Gefühle (1983)」として発展された。 ジャン＝リュック・ゴダールの後期映画作品にもエッセイ映画の要素が見出され、独特のイメージ構成、自己反射性、そして平凡な写実主義と従来の映画手法の破壊が含まれる。また、ヨリス・イヴェンスのようなドキュメンタリー映画製作者でさえ、エッセイ形式を用いることがある。 イヴェンスの「風についての物語 （1988）」では、その焦点は常に監督自身にある。

## 評論
- Christa Blümlinger, Harun Farocki: Ein ABC zum Essayfilm. Harun Farocki Institut / Motto Books, Berlin 2017, ISBN 978-2-940524-68-6.
- Christa Blümlinger, Constantin Wulff (Hrsg.Christa Blümlinger, Constantin Wulff (Hrsg.Texte zum essayistischen Film. Sonderzahl, Wien 1992, ISBN 3-85449-038-0.
- Sven Kramer, Thomas Tode (Hrsg.): Der Essayfilm. Ästhetik und Aktualität. UVK, Konstanz 2011, ISBN 978-3-86764-110-4.
- Hanno Möbius: Das Abenteuer Essayfilm. In: Augenblick. Marburger Hefte zur Medienwissenschaft. 10: Der Essayfilm, Juni 1991, S. 10–24. (online)
- Phillip Lopate: In Search of the Centaur: The Essay-Film. In: Beyond Document. Essays on Nonfiction Film. Hrsg. von Charles Warren. University Press of New England, Hanover / London 1996, ISBN 0-8195-6290-4, S. 243–270.
- Astrid Ofner (Hrsg.): Der Weg der Termiten. Beispiele eines essayistischen Kinos 1909–2004; eine Filmschau kuratiert von Jean-Pierre Gorin; eine Retrospektive der Viennale und des
- Österreichischen Filmmuseums, 1. bis 31. Oktober 2007. Schüren, Marburg 2007, ISBN 978-3-89472-535-8.
- Christina Scherer: Ivens, Marker, Godard, Jarman. Erinnerung im Essayfilm. Fink, München 2001, ISBN 3-7705-3576-6.